# Unbitrium
L'unbitrium (symbole Ubt) est la dénomination systématique attribuée par l'UICPA à l'élément chimique hypothétique de numéro atomique 123.
Cet élément de la 8e période du tableau périodique appartiendrait à la famille des superactinides, et ferait partie des éléments du bloc g.  Sa configuration électronique serait, par application de la règle de Klechkowski, [Og] 8s2 5g3, mais a été calculée par la méthode Dirac-Fock-Slater et en prenant en compte les corrections induites par la chromodynamique quantique et la distribution relativiste de Breit-Wigner (en) comme étant [Og] 8s2 8p1 7d1 6f1, de sorte que cet élément n'aurait pas d'électron dans la sous-couche 5g.

## Stabilité des nucléides de cette taille
Aucun superactinide n'a jamais été observé, et on ignore si l'existence d'un atome aussi lourd est physiquement possible.
Le modèle en couches du noyau atomique prévoit l'existence de nombres magiques par type de nucléons en raison de la stratification des neutrons et des protons en niveaux d'énergie quantiques dans le noyau postulée par ce modèle, à l'instar de ce qui se passe pour les électrons au niveau de l'atome ; l'un de ces nombres magiques est 126, observé pour les neutrons mais pas encore pour les protons, tandis que le nombre magique suivant, 184, n'a jamais été observé : on s'attend à ce que les nucléides ayant environ 126 protons (unbihexium) et 184 neutrons soient sensiblement plus stables que les nucléides voisins, avec peut-être des périodes radioactives supérieures à la seconde, ce qui constituerait un « îlot de stabilité ».
La difficulté est que, pour les atomes superlourds, la détermination des nombres magiques semble plus délicate que pour les atomes légers, de sorte que, selon les modèles, le nombre magique suivant serait à rechercher pour Z compris entre 114 et 126.
L'unbitrium fait partie des éléments qu'il serait possible de produire, avec les techniques actuelles, dans l'îlot de stabilité ; la stabilité particulière de ces isotopes serait due à un effet quantique de couplage des mésons ω, l'un des neuf mésons dits « sans saveur ».